# Leichtathletik-Weltmeisterschaften 1987/400 m Hürden der Männer

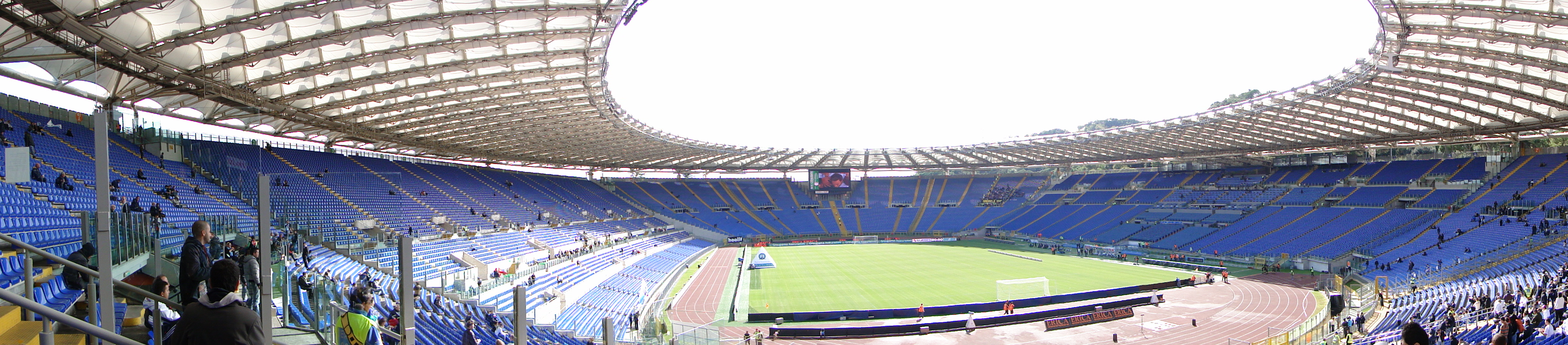
Das Olympiastadion in Rom im Jahr 2009

Der 400-Meter-Hürdenlauf der Männer bei den Leichtathletik-Weltmeisterschaften 1987 wurde vom 30. August bis 1. September 1987 im Olympiastadion der italienischen Hauptstadt Rom ausgetragen.
In diesem Wettbewerb erzielten die US-amerikanischen Hürdensprinter einen Doppelerfolg. In einem der spannendsten Finals bei Weltmeisterschaften überhaupt siegte der Titelverteidiger, zweifache Olympiasieger (1976/1984) und Weltrekordinhaber Edwin Moses mit neuem WM-Rekord in 47,46 s. Nur zwei Hundertstelsekunden nach ihm errang der Olympiazweite von 1984 Danny Harris die Silbermedaille. Bronze ging an den dreifachen Europameister (1978/1982/1986), Olympiadritten von 1984 und Vizeweltmeister von 1983 Harald Schmid aus der BR Deutschland, der zeitgleich mit Harris ins Ziel kam und seinen eigenen Europarekord egalisierte.

## Rekorde

### Bestehende Rekorde
| Weltrekord               | 47,02 s | Edwin Moses | Koblenz, BR Deutschland       | 31. August 1983 |
| Weltmeisterschaftsrekord | 47,50 s | Edwin Moses | WM 1983 in Helsinki, Finnland | 9. August 1983  |

### Rekordverbesserung
Weltmeister Edwin Moses (USA) verbesserte seinen eigenen WM-Rekord von den letzten Weltmeisterschaften im Finale am 1. September um vier Hundertstelsekunden auf 47,46 s.

## Vorrunde
30. August 1987
Die Vorrunde wurde in sechs Läufen durchgeführt. Die ersten beiden Athleten pro Lauf – hellblau unterlegt – sowie die darüber hinaus vier zeitschnellsten Läufer – hellgrün unterlegt – qualifizierten sich für das Halbfinale.

### Vorlauf 1
| Platz | Name              | Nation                | Zeit (s) |
| ----- | ----------------- | --------------------- | -------- |
| 1     | Edwin Moses       | USA                   | 49,03    |
| 2     | Henry Amike       | Nigeria               | 49,56    |
| 3     | Ryoichi Yoshida   | Japan                 | 49,87    |
| 4     | Simon Kitur       | Kenia                 | 50,30    |
| 5     | Martin Gillingham | Großbritannien        | 50,64    |
| 6     | Michel Zimmermann | Belgien               | 50,70    |
| 7     | Pedro Chiamulera  | Brasilien             | 50,71    |
| DNS   | Victor Lima       | São Tomé und Príncipe |          |

### Vorlauf 2

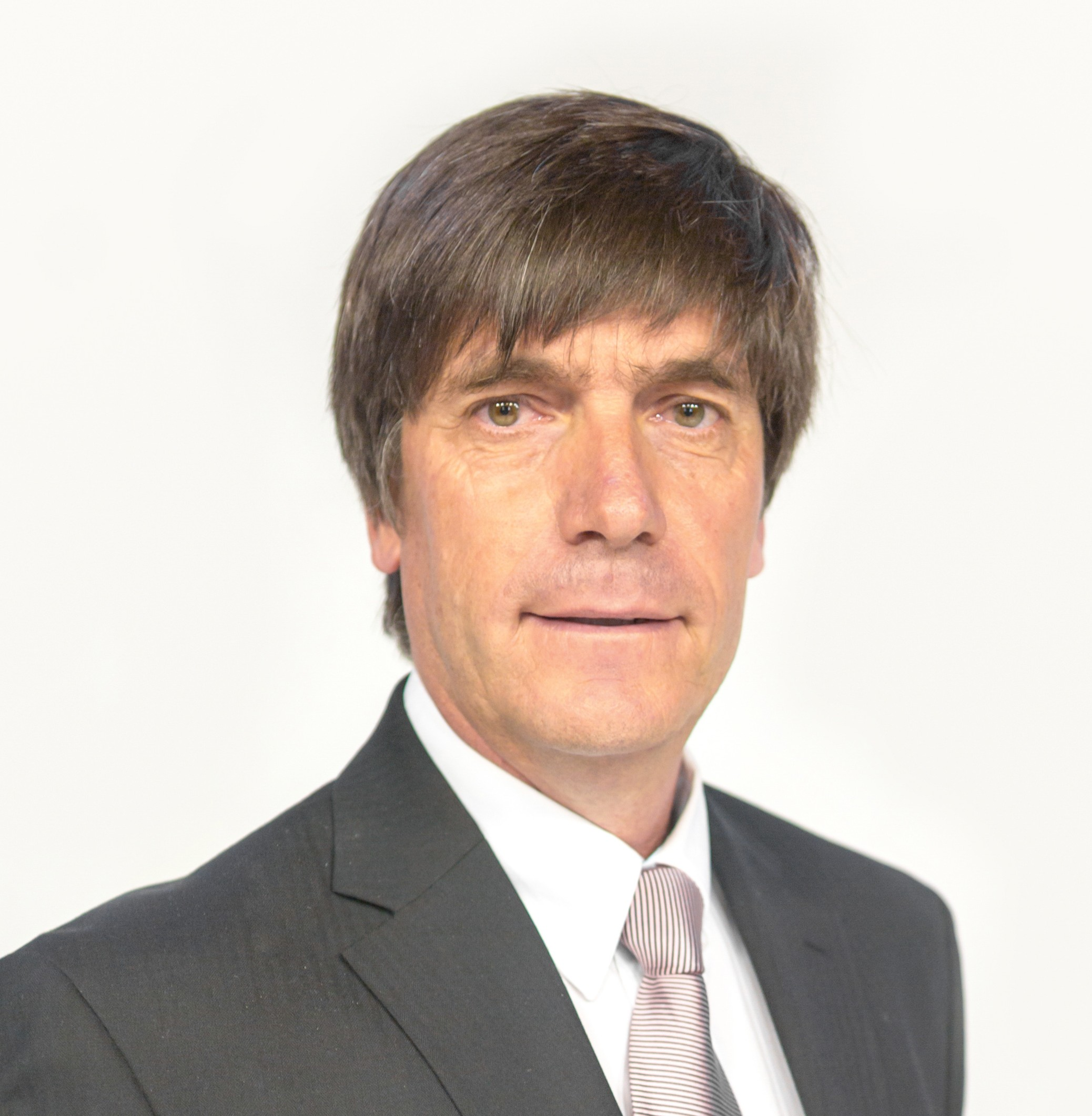
Pablo Squella, später tätig als Journalist (hier im Jahr 2016), schied als Sechster seines Rennens im Vorlauf aus

| Platz | Name                | Nation         | Zeit (s) |
| ----- | ------------------- | -------------- | -------- |
| 1     | Danny Harris        | USA            | 48,74    |
| 2     | Max Robertson       | Großbritannien | 49,73    |
| 3     | Shem Ochako         | Kenia          | 49,86    |
| 4     | Gilles Vimbert      | Frankreich     | 50,34    |
| 5     | Thomas Futterknecht | Österreich     | 50,44    |
| 6     | Pablo Squella       | Chile          | 50,73    |
| 7     | Edgar Itt           | BR Deutschland | 51,18    |
| DNS   | Prince Dowai        | Sierra Leone   |          |

### Vorlauf 3
| Platz | Name                | Nation         | Zeit (s) |
| ----- | ------------------- | -------------- | -------- |
| 1     | Harald Schmid       | BR Deutschland | 49,28    |
| 2     | Kriss Akabusi       | Großbritannien | 49,36    |
| 3     | Alexander Wassiljew | Sowjetunion    | 49,99    |
| 4     | Joseph Maritim      | Kenia          | 50,04    |
| 5     | Angelo Locci        | Italien        | 51,15    |
| 6     | Shigenori Ohmori    | Japan          | 51,20    |
| 7     | Rok Kopitar         | Jugoslawien    | 51,53    |
| 8     | Ilian Goldwasser    | Israel         | 51,54    |

### Vorlauf 4
| Platz | Name             | Nation           | Zeit (s) |
| ----- | ---------------- | ---------------- | -------- |
| 1     | Sven Nylander    | Schweden         | 49,95    |
| 2     | Amadou Dia Ba    | Senegal          | 50,02    |
| 3     | Uwe Schmitt      | BR Deutschland   | 50,54    |
| 4     | Rik Tommelein    | Belgien          | 50,63    |
| 5     | Jasem Al Dowaila | Kuwait           | 50,97    |
| 6     | Krasimir Demirev | Bulgarien        | 51,07    |
| 7     | Jozef Kucej      | Tschechoslowakei | 51,13    |
| 8     | Wilfredo Ferrer  | Venezuela        | 53,03    |

### Vorlauf 5
| Platz | Name             | Nation              | Zeit (s) |
| ----- | ---------------- | ------------------- | -------- |
| 1     | Toma Tomow       | Bulgarien           | 49,27    |
| 2     | Winthrop Graham  | Jamaika             | 49,34    |
| 3     | José Alonso      | Spanien             | 49,42    |
| 4     | Randy Cox        | Trinidad und Tobago | 50,14    |
| 5     | Philippe Gonigam | Frankreich          | 50,38    |
| 6     | Daniel Ogidi     | Nigeria             | 50,51    |
| 7     | Klause Ehrle     | Österreich          | 50,91    |
| 8     | Ahmed Ghamen     | Ägypten             | 51,35    |

### Vorlauf 6
| Platz | Name                   | Nation           | Zeit (s) |
| ----- | ---------------------- | ---------------- | -------- |
| 1     | Thomas Nyberg          | Schweden         | 50,06    |
| 2     | David Patrick          | USA              | 50,10    |
| 3     | John Graham            | Kanada           | 50,23    |
| 4     | Greg Rolle             | Bahamas          | 50,63    |
| 5     | Stanislav Navesnak     | Tschechoslowakei | 50,65    |
| 6     | Athanassis Kaloyiannis | Griechenland     | 51,94    |
| 7     | Ken Gordon             | Australien       | 52,22    |

## Halbfinale
31. August 1987
Aus den beiden Halbfinalläufen qualifizierten sich die jeweils ersten vier Athleten – hellblau unterlegt – für das Finale.

### Lauf 1
| Platz | Name            | Nation         | Zeit (s) |
| ----- | --------------- | -------------- | -------- |
| 1     | Harald Schmid   | BR Deutschland | 48,23    |
| 2     | Danny Harris    | USA            | 48,24    |
| 3     | Sven Nylander   | Schweden       | 48,46    |
| 4     | Henry Amike     | Nigeria        | 48,50    |
| 5     | David Patrick   | USA            | 48,56    |
| 6     | Winthrop Graham | Jamaika        | 48,64    |
| 7     | Shem Ochako     | Kenia          | 49,87    |
| 8     | Max Robertson   | Großbritannien | 49,90    |

### Lauf 2

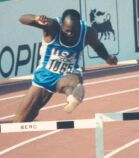
Der Titelverteidiger, zweifache Olympiasieger (1976/1984) und Weltrekordinhaber Edwin Moses siegte in einem äußerst knappen Rennen

| Platz | Name                | Nation         | Zeit (s) |
| ----- | ------------------- | -------------- | -------- |
| 1     | Edwin Moses         | USA            | 48,38    |
| 2     | Amadou Dia Ba       | Senegal        | 48,53    |
| 3     | Kriss Akabusi       | Großbritannien | 48,64    |
| 4     | José Alonso         | Spanien        | 49,00    |
| 5     | Thomas Nyberg       | Schweden       | 49,03    |
| 6     | Toma Tomow          | Bulgarien      | 49,11    |
| 7     | Ryoichi Yoshida     | Japan          | 49,39    |
| DNF   | Alexander Wassiljew | Sowjetunion    |          |

## Finale
1. September 1987
| Platz | Name          | Nation         | Zeit (s)  |
| ----- | ------------- | -------------- | --------- |
| 1     | Edwin Moses   | USA            | 47,46 CR  |
| 2     | Danny Harris  | USA            | 47,48     |
| 3     | Harald Schmid | BR Deutschland | 47,48 ERe |
| 4     | Sven Nylander | Schweden       | 48,37     |
| 5     | Amadou Dia Ba | Senegal        | 48,37     |
| 6     | Henry Amike   | Nigeria        | 48,63     |
| 7     | Kriss Akabusi | Großbritannien | 48,74     |
| 8     | José Alonso   | Spanien        | 49,46     |

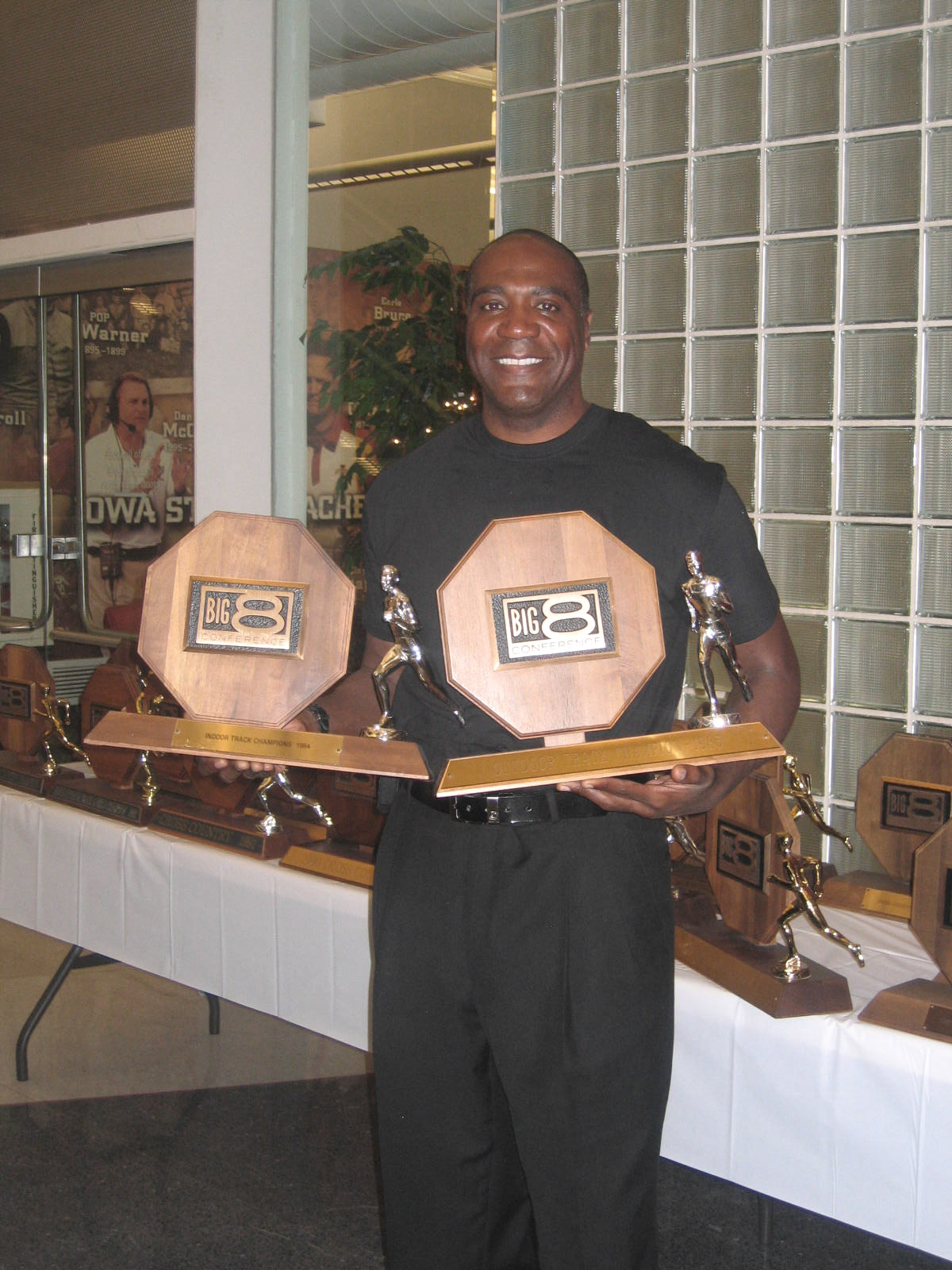
Danny Harris, 1984 Olympiazweiter, wurde mit zwei Hundertstelsekunden Rückstand Vizeweltmeister
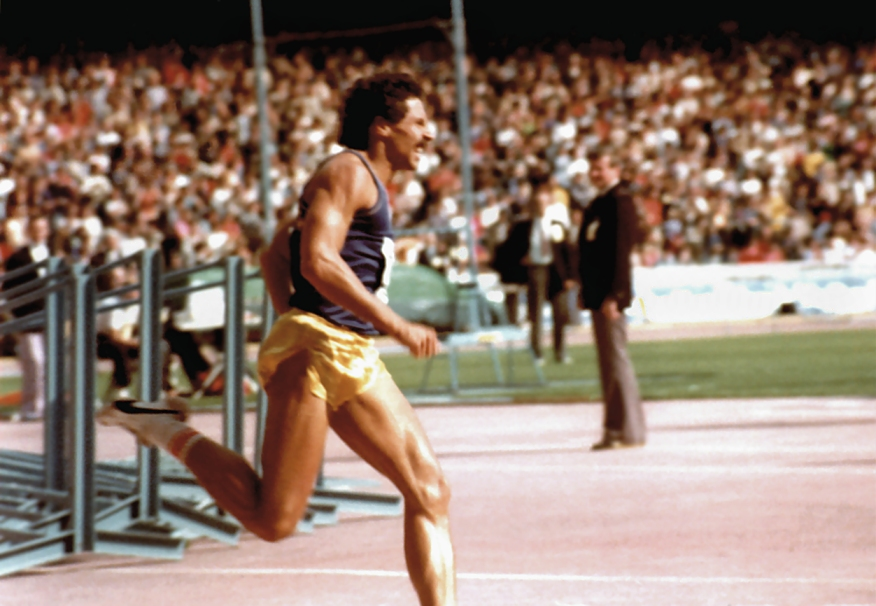
Für Harald Schmid, den dreifachen Europameister (1978/1982/1986), Olympiadritten von 1984 und Vizeweltmeister von 1983, gab es zeitgleich mit Harris unter Egalisierung seines eigenen Europarekords Bronze
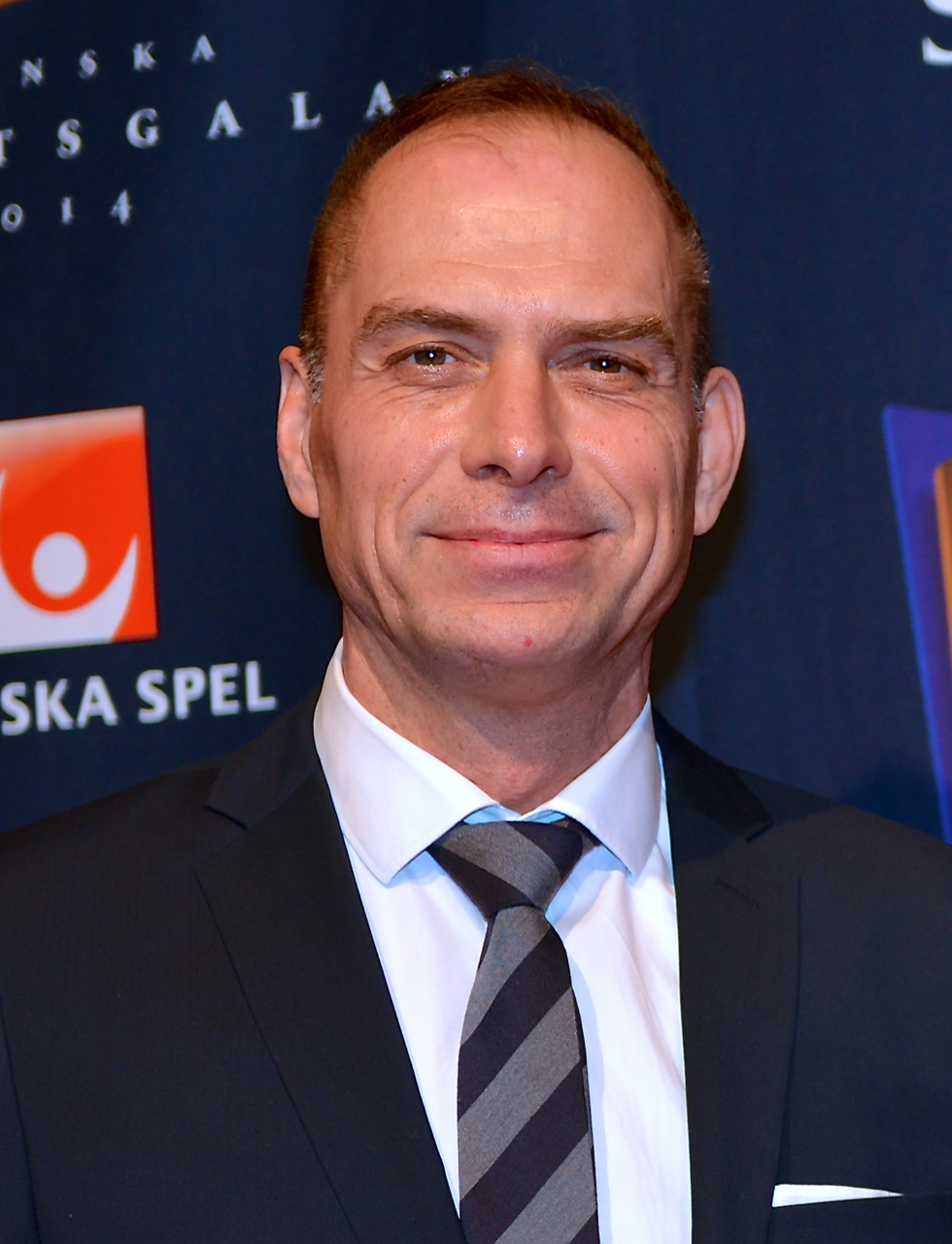
Der EM-Dritte von 1986 Sven Nylander (hier im Jahr 2014) belegte Rang vier
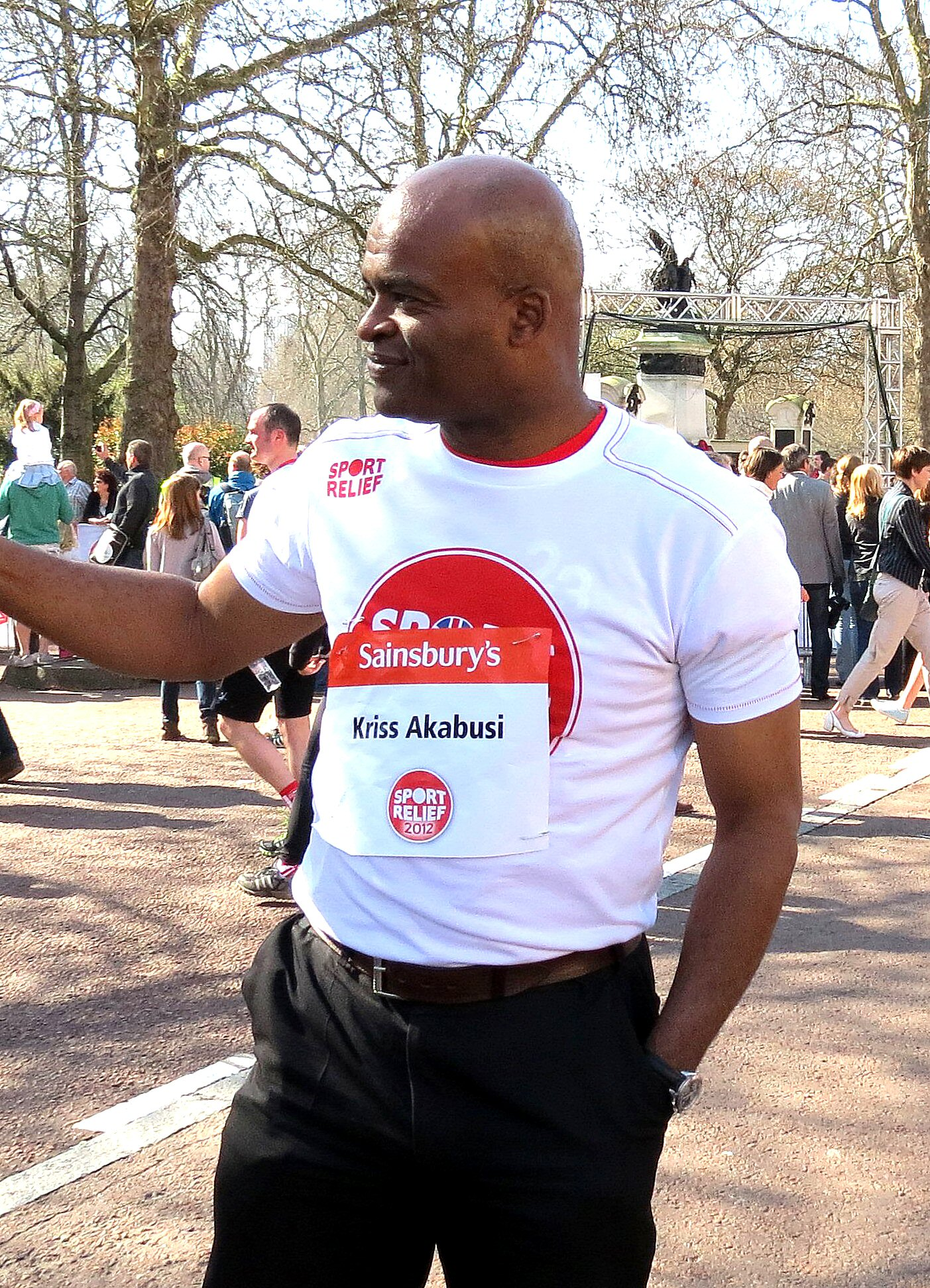
Kriss Akabusi (auf dem Foto im Jahr 2012) kam auf den siebten Platz

## Video
- Closest Ever Finish!!Ed Moses-World Championships,Rome,1987. 400m.H. auf youtube.com, abgerufen am 23. März 2020